# Campionati mondiali di canoa/kayak 1983
I 18esimi Campionati mondiali di canoa/kayak si sono svolti a Tampere (Finlandia) nel 1983.

## Medagliere
| Pos. | Paese            | Oro | Argento | Bronzo | Totale |
| ---- | ---------------- | --- | ------- | ------ | ------ |
| 1    | Germania Est     | 7   | 3       | 1      | 11     |
| 2    | Unione Sovietica | 3   | 6       | 3      | 12     |
| 3    | Romania          | 3   | 3       | 3      | 9      |
| 4    | Ungheria         | 1   | 2       | 2      | 5      |
| 5    | Jugoslavia       | 1   | 1       | 1      | 3      |
| 6    | Norvegia         | 1   | 1       | 0      | 2      |
| 7    | Cecoslovacchia   | 1   | 0       | 1      | 2      |
| 8    | Gran Bretagna    | 1   | 0       | 0      | 1      |
| 9    | Nuova Zelanda    | 0   | 1       | 1      | 2      |
| 10   | Bulgaria         | 0   | 1       | 0      | 1      |
| 11   | Svezia           | 0   | 0       | 2      | 2      |
| 12   | Paesi Bassi      | 0   | 0       | 1      | 1      |
| 12   | Canada           | 0   | 0       | 1      | 1      |
| 12   | Austria          | 0   | 0       | 1      | 1      |
| 12   | Polonia          | 0   | 0       | 1      | 1      |

## Medaglie Canoa

### C1 500m
| Posizione | Atleta          | Paese            | Tempo |
| --------- | --------------- | ---------------- | ----- |
|           | Costică Olaru   | Romania          |       |
|           | Ulrich Papke    | Germania Est     |       |
|           | Anatolij Volkov | Unione Sovietica |       |

### C1 1000m
| Posizione | Atleta         | Paese            | Tempo |
| --------- | -------------- | ---------------- | ----- |
|           | Vassili Veresa | Unione Sovietica |       |
|           | Costică Olaru  | Romania          |       |
|           | Jiri Vrdlovec  | Cecoslovacchia   |       |

### C1 10000m
| Posizione | Atleta         | Paese          | Tempo |
| --------- | -------------- | -------------- | ----- |
|           | Jiri Vrdlovec  | Cecoslovacchia |       |
|           | Gheorghe Titu  | Romania        |       |
|           | Tamas Wickmann | Ungheria       |       |

### C2 500m
| Posizione | Atleta                              | Paese            | Tempo |
| --------- | ----------------------------------- | ---------------- | ----- |
|           | Matija Ljubek Mirko Nišović         | Jugoslavia       |       |
|           | Ivans Klementjevs Sergei Ossadtchiy | Unione Sovietica |       |
|           | Dimitru Betiu Gurei Fiodor          | Romania          |       |

### C2 1000m
| Posizione | Atleta                         | Paese        | Tempo |
| --------- | ------------------------------ | ------------ | ----- |
|           | Ivan Patzaichin Toma Simionov  | Romania      |       |
|           | Olaf Heukrodt Alexander Schuck | Germania Est |       |
|           | Matija Ljubek Mirko Nišović    | Jugoslavia   |       |

### C2 10000m
| Posizione | Atleta                        | Paese            | Tempo |
| --------- | ----------------------------- | ---------------- | ----- |
|           | Tamás Buday László Vaskuti    | Ungheria         |       |
|           | Ivan Patzaichin Toma Simionov | Romania          |       |
|           | Yuri Laptikov Sergei Petrenko | Unione Sovietica |       |

## Medaglie Kayak

### K1 500m
| Posizione | Atleta                | Paese            | Tempo |
| --------- | --------------------- | ---------------- | ----- |
|           | Uladzimir Parfjanovič | Unione Sovietica |       |
|           | Ian Ferguson          | Nuova Zelanda    |       |
|           | Andreas Stahle        | Germania Est     |       |

| Posizione | Atleta         | Paese        | Tempo |
| --------- | -------------- | ------------ | ----- |
|           | Birgit Fischer | Germania Est |       |
|           | Vanja Gesheva  | Bulgaria     |       |
|           | Maria Ștefan   | Romania      |       |

### K1 1000m
| Posizione | Atleta        | Paese            | Tempo |
| --------- | ------------- | ---------------- | ----- |
|           | Rüdiger Helm  | Germania Est     |       |
|           | Arturas Veta  | Unione Sovietica |       |
|           | Alan Thompson | Nuova Zelanda    |       |

### K1 10000m
| Posizione | Atleta          | Paese       | Tempo |
| --------- | --------------- | ----------- | ----- |
|           | Einar Rasmussen | Norvegia    |       |
|           | Milan Janić     | Jugoslavia  |       |
|           | Rick Daman      | Paesi Bassi |       |

### K2 500m
| Posizione | Atleta                                 | Paese            | Tempo |
| --------- | -------------------------------------- | ---------------- | ----- |
|           | Frank Fischer André Wohllebe           | Germania Est     |       |
|           | Uladzimir Parfjanovič Sergei Souperata | Unione Sovietica |       |
|           | Hugh Fisher Alwyn Morris               | Canada           |       |

| Posizione | Atleta                          | Paese        | Tempo |
| --------- | ------------------------------- | ------------ | ----- |
|           | Carsta Kuhn Birgit Fischer      | Germania Est |       |
|           | Erika Géczi Katalin Povazsan    | Ungheria     |       |
|           | Agneta Andersson Susanne Wiberg | Svezia       |       |

### K2 1000m
| Posizione | Atleta                                 | Paese            | Tempo |
| --------- | -------------------------------------- | ---------------- | ----- |
|           | Frank Fischer André Wohllebe           | Germania Est     |       |
|           | Uladzimir Parfjanovič Sergei Souperata | Unione Sovietica |       |
|           | Werner Bachmayer Wolfgang Hartl        | Austria          |       |

### K2 10000m
| Posizione | Atleta                         | Paese       | Tempo |
| --------- | ------------------------------ | ----------- | ----- |
|           | Stephan Jackson Alan Williams  | Regno Unito |       |
|           | Istvan Szabó István Tóth       | Ungheria    |       |
|           | Bengt Andersson Karl Sundqvist | Svezia      |       |

### K4 500m
| Posizione | Atleta                                                            | Paese            | Tempo |
| --------- | ----------------------------------------------------------------- | ---------------- | ----- |
|           | Peter Hempel Rüdiger Helm Harald Marg Andreas Stahle              | Germania Est     |       |
|           | Sergei Kolokolov Sergei Chukhrai Arturas Veta Alexander Vodovatov | Unione Sovietica |       |
|           | Attila Csaszar Istvan Irmai Zoltan Lorinczy Andras Rajna          | Ungheria         |       |

| Posizione | Atleta                                                                | Paese            | Tempo |
| --------- | --------------------------------------------------------------------- | ---------------- | ----- |
|           | Kathrin Giese Carsta Kohn Birgit Fischer Ramona Walther               | Germania Est     |       |
|           | Galina Alekseeva Nelli Efremova Inna Chipoulina Natalija Kalashnikova | Unione Sovietica |       |
|           | Tecla Borsane Agafia Buhaev Nastasia Ionescu Maria Ștefan             | Romania          |       |

### K4 1000m
| Posizione | Atleta                                                            | Paese            | Tempo |
| --------- | ----------------------------------------------------------------- | ---------------- | ----- |
|           | Ionel Constantin Nicolae Feodosei Ionel Letcae Angelin Velea      | Romania          |       |
|           | Rüdiger Helm Peter Hempel Harald Marg Andreas Stahle              | Germania Est     |       |
|           | Sergei Kolokolov Sergei Chukhrai Arturas Veta Alexander Vodovatov | Unione Sovietica |       |

### K4 10000m
| Posizione | Atleta                                                                        | Paese            | Tempo |
| --------- | ----------------------------------------------------------------------------- | ---------------- | ----- |
|           | Nikolai Astapkovich Alexander Avdeev Nikolai Baranov Aleksandr Ermilov        | Unione Sovietica |       |
|           | Harald Amudsen Lars-Ivar Gran Geir Kvillum Arne Sletsjoe                      | Norvegia         |       |
|           | Ireneusz Clurzynski Andrzej Klimaszewski Ryszard Oborski Krusztov Szczepanski | Polonia          |       |